# Установка дегідрогенізації бутилена у Ляньюньгані
Установка дегідрогенізації бутилена у Ляньюньгані – складова нафтохімічного майданчику, створеного  компанією Jiangsu Sailboat Petrochemical в провінції Цзянсу (східне узбережжя країни).
У 2010-х роках на тлі зростаючої потреби у бутадієні в Китаї спорудили цілий ряд спеціалізованих виробництв цього дієна. Одним з них стала установка оксидативної дегідрогенізації бутилена в Ляньюньгані, котру в середині 2017-го запустила компанія Jiangsu Sailboat Petrochemical. Потужність цього виробництва становить 100 тисяч тон на рік.
Необхідну для її роботи сировину, зокрема, може постачати розташований на тому ж майданчику завод по виробництву олефінів з метанола, котрий окрім основної продукції (етилен та пропілен) продукує також певну кількість бутенів.
У багатьох випадках заводи бутадієна доповнювали похідними виробництвами синтетичних каучуків (бутадієн є основою для найбільш поширеного їх виду), проте продукцію ляньюньганської установки в повному обсязі призначили для продажу на ринку.